# البوذية والديمقراطية
تمتلك العلاقة بين البوذية والديمقراطية تاريخًا طويلًا يتضمن العديد من الباحثين الذين يدّعون أن أسس المجتمع البوذي كانت أسسًا ديمقراطية.

## البوذية المبكرة
جادل كيرت كانكان سبلماير بأن البوذية والديمقراطية تسيران جنبًا إلى جنب منذ البداية.
أثارت الروابط بين الدارما والديمقراطية اهتمام الباحثين لأجيال عديدة. يمكن العثور على قبائل مثل قبائل بوذا في كل مكان خلال القرن السادس قبل الميلاد، بينما تبرز قبائل شاكيا لأن شكل الحكم لديها يشبه بشكل لافت للنظر ذاك الذي ساد في أثينا القديمة. بحسب المصادر البوذية، حكمت جمهورية شاكيا من عاصمتها كابيلافاستو، ومن خلال جمعية (الباريشاد) المؤلفة من خمسمئة مواطن. على الرغم من أنها ليست كبيرة مثل الجمعية الأثينية (يصل نصابها القانوني إلى ستة آلاف شخص لاتخاذ القرارات الرئيسية)، احتاجت الهيئة التشريعية في شاكيا إلى موظف لإدارة الإجراءات وانتخاب راجا، وهو ما يشبه رئيس مجلس النواب لدينا.
يوافق إيغون فليغ على الادعاء بأن الممارسات البوذية المبكرة كانت ثمرة من ولايات المدن الجمهورية في الهند القديمة. يصفها بأنها «محكومة من قبل مجلس النوب (سبها) الذي يتكون من الأرستقراطيين الذكور، سواء من تلقاء أنفسهم أو بمساعدة جمعية (ساميتي)». يدعي أجهان براهم أن «أطول ديمقراطية مستدامة في العالم كانت قد نشأت في سانغا البوذية».

يعتقد الدالاي لاما الرابع عشر أن سانغا القديمة عملت بطريقة ديمقراطية قائلًا:
المؤسسة التي أنشأها بوذا هي سانغا أو مجتمع الرهبان، الذي عمل على أسس ديمقراطية إلى حد كبير. كان الأفراد متساوون ضمن هذه الأخوية، بغض النظر عن أصولهم أو طبقاتهم الاجتماعية...وهكذا، كانت سانغا نموذجًا للمساواة الاجتماعية وتقاسم الموارد والعملية الديمقراطية.
يعتقد أيضًا أن كلًا من البوذية والديمقراطية تشتركان في وجهة نظر مشتركة قائلًا: «لا تُعتبر البوذية والديمقراطية متطابقتين فحسب، بل متجذرتين في فهم مشترك للمساواة وإمكانيات كل فرد».
يقول بودهاداسا بّي. كيرثيسينغ إن انتشار البوذية أدى إلى انتشار القيم الديمقراطية في جميع أنحاء آسيا.

### ماهاسماتا
تقدم الأغانيا سوتا من شريعة بالي شخصية تحمل اسم «ماهاسماتا» (بالي الأدبية، «المُنتخب الأول») كأول ملك. يوضح الكتاب المقدس تشكيل الحضارة التي حدثت مع اعتماد الملكية. نظرًا إلى أن السرقة أصبحت مصدر قلق اجتماعي كبير، فقد تقرر انتخاب حاكم لضمان معاقبة الشر والحفاظ على البر.
يُقال إن ماهاسماتا كان مسؤولًا عن تأسيس الطبقة الاجتماعية والقانون.

## البوذية المتأخرة
اكتشف المؤرخ الألماني ماركوس روتيرمان في القرنين الثاني عشر والرابع عشر «أن العديد من الأديرة اليابانية اتخذت القرارات بأغلبية الأصوات». يعتقد بي. آر أمبيدكار أن البوذية هي الديانة الديمقراطية التي أدت إلى اعتناقه وتأسيسه لمدرسة نافايانا البوذية.

## آراء عصرية
يعتقد دايفيد كاوينسكي أن البوذية والديمقراطية بحاجة إلى بعضهما قائلًا:
إن المثل الأعلى للديمقراطية في الغرب ومن خلال تركيزها على العملية والشمولية والكرامة الإنسانية، مشبعة بالعديد من صفات ورؤى الدارما.... هل يمكن أن تكون هناك سياسة ديمقراطية حقًا دون دراما بالمعنى الواسع؟ وهل هناك أي شيء أكثر احتياجًا في الحياة العامة من الدارما؟
يشعر جيمس كيرستيد، وهو كبير المحاضرين في الكلاسيكيات في جامعة فيكتوريا في ويلينغتون، أن ربط البوذية والديمقراطية معًا يحمل تقليدًا يجعل البوذيين الأوائل فخورين للغاية.
حقيقةً، إذا فكرت في الأمر ككل، أشعر أن البوذيين الأوائل الذين يهتمون بوضوح بأوضاع التنظيم الديمقراطية، سيوافقون على الطريقة التي نؤدي بها الأمر. أشعر كما لو أننا نواصل تقاليدهم المتمثلة في المساواة الروحية، وهذا ما يمنحني الكثير من الرضا.